# أحمد منجم باشي
أحمد ده ده منجم باشي (المتوفى 1113 هـ / 1702 م) هو مؤرخ مشارك في بعض العلوم، تركي الأصل، من أهل سلانيك.
هو أحمد بن لطف الله السلانيكي الرومي المولوي الصديقي، الشهير بمنجم باشي (رئيس المنجمين)، ويعرف أيضا باسم ابن لطف الله. تولى مشيخة زاوية المولوية بمكة. وتوفي بها في 29 رمضان وقد جاوز السبعين.

## آثاره
من تصانيفه:
- وسيلة الوصول إلى معرفة الحمل والمحمول
- جامع الدول في التاريخ - وقد تم تحقيق قسم منه من قبل غسان بن علي الرمال.[4]
- شرح كتاب الأخلاق للقاضي عضد الدين
- صحائف الاخبار في التاريخ
- فيض الحرم في آداب المطالعة

## روابط خارجية
- أحمد منجم باشي على موقع الموسوعة البريطانية (الإنجليزية)